# Kuća tragičnog pjesnika
Kuća tragičnog pjesnika (također nazvana Homerska kuća ili Ilijadska kuća) je rimska kuća u Pompejima u Italiji koja datira iz 2. stoljeća prije Krista. Kuća je poznata po svojim složenim podovima od mozaika i freskama koje prikazuju scene iz grčke mitologije.
Otkrio ju je studenom 1824. arheolog Antonio Bonucci. Kuća tragičnog pjesnika zanimala je znanstvenike i pisce generacijama. Iako sama veličina kuće nije ni na koji način izvanredna, njezini unutarnji ukrasi ne samo da su brojni, već su i najkvalitetniji među ostalim freskama i mozaicima iz drevnih Pompeja. Zbog nesklada između veličine kuće i kvalitete njezinog uređenja, mnogo se pitalo o životima vlasnika kuća. Nažalost, malo se zna o članovima obitelji koji su vjerojatno stradali u erupciji Vezuva 79. godine.
Tradicionalno, Pompeji su geografski podijeljeni na devet regionalnih područja, koja se zatim dalje dijele na insule. Kuća tragičnog pjesnika nalazila se u Regio VI, Insula 8, krajnje zapadnom dijelu Pompeja. Kuća je gledala na Via di Nola, jednu od najvećih ulica Pompeja koja je povezivala forum i Ulicu grobnica. Preko puta Via di Nola od Kuće tragičnog pjesnika nalazilo se kupalište Forum u Pompejima.

## Raspored
Poput mnogih rimskih domova tog razdoblja, Kuća tragičnog pjesnika podijeljena je u dva primarna dijela. Prednji, južni dio kuće služi kao javni, prezentacijski prostor. Ovdje dvije velike prostorije sa zidovima koji se otvaraju prema van služe kao trgovine koje vode vlasnici kuće ili, manje vjerojatno, kao odaje za poslugu. Ove radnje leže s obje strane uskog predvorja. Na kraju ove dvorane nalazi se atrij, najukrašenija od prostorija u Kući tragičnog pjesnika. Ovdje se ispod otvorenog stropa nalazi veliki pravokutni impluvij ili udubljeni bazen za vodu koji skuplja vodu koju koriste članovi kućanstva. Blizu sjevernog kraja impluvija nalazi se bunar koji se koristi za crpljenje vode iz bazena. Još dalje od ulaza nalazi se tablinum, drugi otvoreni zajednički prostor.
Iz ovih glavnih prostorija pružaju se manje, privatne sobe, označavajući drugi dio kuće. Duž zapadnog zida atrija nalazi se niz kubikula ili spavaćih soba. Nasuprot njima leže dodatni cubiculum, ala (servisni prostor za blagovaonicu) i oekus (mali prostor za blagovanje). Sjeverni kraj tablinuma otvara se prema velikom, otvorenom peristilu ili vrtnom dvorištu. S desne strane peristila nalazi se salon za koji se vjeruje da je u Kući tragičnog pjesnika korišten kao glavna blagovaonica. Uz dnevnu sobu nalazi se mali kuhinjski prostor. U blizini lijeve strane peristila, mala stražnja vrata otvaraju se na dodatnu ulicu. Naposljetku, u sjeverozapadnom kutu peristila izgrađen je mali lararium, ili svetište koje se koristilo za štovanje Lares Familiares, ili obiteljskih bogova. Ovo svetište sadržavalo je mramorni kipić koji je prikazivao satira kako nosi voće.
Iako su zapisi i arheološki stručnjaci pouzdano potvrdili postojanje gornjeg kata u Kući tragičnog pjesnika, malo se zna o njegovom specifičnom rasporedu, jer je najvjerojatnije uništen erupcijom vulkana Vezuva.

## Umjetnost
Kuća je izvorno sadržavala više od dvadeset oslikanih i mozaičkih ploča, od kojih je šest premješteno u Nacionalni arheološki muzej u Napulju, Italija. Ove su ploče odabrane zbog svoje povezanosti s Ilijadom i bile su inspiracija iza imena Homerova kuća i Ilijadna kuća. Oslikani zidni paneli unutar kuće primjeri su četvrtog pompejskog stila.

### Vestibul
Pod predvorja bio je ukrašen mozaičkom slikom pripitomljenog psa vezanog na uzici i lancem za proizvoljnu točku. Ispod figure bile su riječi "CAVE CANEM", što znači Čuvaj se psa. Ove su riječi, poput sličnih znakova danas, upozoravale posjetitelje da uđu na vlastitu odgovornost i služile su kao zaštita nad privatnijim prostorijama kuće. Ostatak poda predvorja bio je ukrašen u obliku tesera ili šahova, crno-bijelim pločicama. Taj je uzorak bio uokviren rubom od dvije crne pruge koje su okruživale sobu.

### Atrij
Atrij je bio žarište umjetnosti u Kući tragičnog pjesnika. Sadržavala je više velikih mitoloških freski nego bilo koja druga kuća u Pompejima, osim kuće Vettii. Svaka slika bila je površine otprilike 0.4 m2, pa su figure bile nešto manjima od prirodne veličine. Slike u atriju često prikazuju muškarce koji sjede i žene u pokretu. Žene su obično u fokusu slika koje prolaze kroz važne promjene u svojim životima u poznatim grčkim mitovima.

#### Južni zid

##### Vjenčanje Zeusa i Here
Ova ploča prikazuje bogove Hipnosa, Heru i Zeusa na planini Idi. Hipnos predstavlja Heru Zeusu, koji sjedi s desne strane slike. Zeus drži Heru za zapešće, a Hera nevoljko gleda u promatrača skinutog vela. Tri mlada lika u donjem desnom kutu slike vjerojatno su daktili. U pozadini je stup na kojem sjede tri lava. Ova je ploča dio zbirke u Arheološkom muzeju u Napulju, Italija.

##### Afrodita
Slika Afrodite sada je gotovo potpuno uništena, ali ono što je ostalo od slike kada je otkrivena kopirao je temperom umjetnik Francesco Morelli. Slika je možda sadržavala muškog ljubavnika koji sjedi. Budući da je Afrodita manja od figura na drugim slikama, također je moguće da je slika sadržavala više figura i prikazivala Parisov sud.

#### Istočni zid

##### Ahilej i Briseida
Ova dramatična scena prikazuje Ahileja kako pušta Briseidu grčkom kralju Agamemnonu. Na desnoj strani ploče Patroklo vodi Briseidu za zapešće. Ahilej, koji sjedi, ljutito ih usmjerava prema Agamemnonovom glasniku.

##### Helena i Paris
Helena se ukrcava na brod kako bi se vratila u svoju domovinu Troju. Iako više nije na slici, vjeruje se da je Paris već sjedila u čamcu dok se Helena ukrcavala. Obje ove slike dio su zbirke u Arheološkom muzeju u Napulju

#### Zapadni zid

##### Otmica Amfitrite
Iako je veliki dio ove ploče uništen, ista se kompozicija vidi na slici iz Ville di Carmiano u Stabiae. Donja polovica slike pronađena je netaknuta u Kući tragičnog pjesnika, a prikazuje Erosa dok jaše na delfinu i nosi trozubac. Dio koji nedostaje, vidljiv u Stabijama, pokazuje da je slika izvorno prikazivala Posejdona na svom morskom konju dok je otimao Amfitritu. Kao i na drugim panoima, gledala je prema gledatelju.

##### Ahilejev gnjev
Gotovo ništa od ove ploče nije sačuvano, ali čini se da kompozicija, stav stopala i crvena tkanina odgovaraju ostalima koji prikazuju Ahilejev gnjev. U sačuvanim dijelovima vidljive su samo stope i draperija. Izvorna slika vjerojatno je prikazivala Ahileja na desnoj strani ploče dok je izvlačio bodež kako bi napao Agamemnona jer je uzeo Briseidu, ali ga je Atena spriječila, koja mu je rekla da razgovara s Agamemnonom, a ne da se bori s njim.

### Tablinum
Pod tablinuma bio je ukrašen složenom mozaičkom slikom. Ovdje se glumci okupljaju iza pozornice pripremajući se za nastup, dok se jedan lik oblači, a drugi svira flautu. Ostali likovi okružuju kutiju s maskama koje će se koristiti tijekom izvedbe.
Na zidu je bila ploča koja je prikazivala scenu iz priče o Admetu i Alkestidi. Glasnik čita proročanstvo Admetu, koji sjedi pokraj Alkestide, govoreći mu da će umrijeti ako netko drugi dragovoljno ne umre umjesto njega. Zbog blizine mozaiku glumaca, istraživači su vjerovali da ova slika prikazuje pjesnika koji recitira svoju poeziju, što je rezultiralo nazivom Kuća tragičnog pjesnika. Međutim, podrijetlo ove ploče je diskutabilno. Neki izvori sugeriraju da je ovdje prikazana slika iz Kuće tragičnog pjesnika, a neki drugi tvrde da je umjesto toga iz Herkulaneja. Richardson je ovo identificirao kao iz bazilike u Herculaneju. De Carolis je to identificirao upitnikom kao “Casa del Poeta Tragico (?)”.

### Peristil
Poluotvoreno područje peristila sadržavalo je imaginarnu vrtnu scenu ili paradeisos u stilu trompe-l'œil. Pretpostavlja se da je ova slika trebala stapati se sa stvarnim vrtom koji bi rastao unutar nenatkrivenog dijela peristila. Lijevo od peristila nalazila se freska poznata kao Žrtvovanje Ifigenije, na kojoj Uliks i Ahilej uzimaju golu Ifigeniju kako bi je žrtvovali neposredno prije nego što Artemida preda jelena koji će biti žrtvovan umjesto nje. Desna strana slike prikazuje vidioca Calchasa koji drži ruku na ustima kako bi ukazao na svoje božansko otkrivenje. Ifigenijin otac Agamemnon sjedi na lijevoj strani panela okrenut od skupine s licem prekrivenim velom, slično kao na drugoj slici scene koju je napravio umjetnik Timanthes.

### Blagovaonica
Blagovaonica je sadržavala tri velika panoa i nekoliko manjih. Na manjim pločama nalaze se prikazi vojnika i prikazi četiri godišnja doba kao mlade žene. Tri veće ploče prikazuju Kupida i mladi par, scenu s Artemidom i scenu Tezeja koji ostavlja Arijadnu dok se ukrcava na brod.

## Kulturne reference
Kuća tragičnog pjesnika poslužila je kao središte mnogih djela fikcije i poezije. Među poznatijim djelima je The Last Days of Pompeii lorda Edwarda Bulwera Lyttona, u kojem autor izmišlja osobni život vlasnika, Glauka, ali precizno opisuje detalje kuće. U Crvenilu zore autor Waldemar Kaden opisuje kuću u kojoj je živio kršćanin po imenu Gaius Sabinus. Još jedno poznato djelo je Kuća tragičnog pjesnika Vladimira Janovića, epska poema temeljena na slikama iz mozaika i fresaka u cijeloj vili. Kuća je također prikazana u JoJo's Bizarre Adventure: Golden Wind, gdje šef bande Passione skriva ključ u blizini mozaika psa. Sljedeća priča prikazuje tri protagonista koji putuju u Pompeje kako bi preuzeli ključ.

## Tumačenja
Povjesničari umjetnosti i znanstvenici klasike već su dugo bili fascinirani Kućom tragičnog pjesnika zbog jedinstvenog načina na koji spaja slike iz različitih razdoblja i lokacija diljem mitološke Grčke. Niti jedan kut unutar vile ne dopušta da se vide sve prisutne slike. Umjesto toga, potrebno je kretati se po vili, promatrajući različite kombinacije dijelova. Ova logistička činjenica omogućuje gledateljima da se oslone na veće teme grčke mitologije, posebno na odnose između moćnih muškaraca i žena, kao i božanstava antičke Grčke.

## Galerija
- Alkestida i Admet
- Kronus, Reja i Iris, freska, 4. stil, c. 65. godina
- Ahilej predaje Briseidu
- Atrij
- Murali u atriju
- Zid s freskama
- Zid s freskama
- Mozaik "Čuvaj se psa" (lat. Cave Canem)

## Vanjske poveznice
|  | Zajednički poslužitelj ima još gradiva o temi Kuća tragičnog pjesnika |